# Martin Zandvliet
Martin Zandvliet (Fredericia, 7 de janeiro de 1971) é um cineasta dinamarquês. Foi indicado ao Oscar de melhor filme estrangeiro na edição de 2017 pela realização da obra Under sandet.

## Filmografia
- The Outsider (2018)
- Under sandet (2016)
- 10 timer til Paradis (2012)
- Dirch (2010)
- Applause (2009)